# 侯友宜
侯友宜（1957年6月7日—），中華民國政治人物，現任新北市市長，中國國民黨籍，從政前曾長期任職於警界。生於嘉義縣朴子市，中央警察大學犯罪防治研究所法学博士，曾任臺北市政府警察局刑事警察大隊分隊長、桃園縣政府警察局局長、內政部警政署刑事警察局局長、內政部警政署署長、中央警察大學校長、新北市副市長。
2018年，在九合一選舉中擊敗民主進步黨籍的蘇貞昌當選新北市市長；2022年，擊敗民進黨籍的林佳龍而連任新北市市長。2023年5月18日，獲中國國民黨徵召參選2024年中華民國總統選舉。并于败选后回归市政。

## 早年生活
侯友宜出生於嘉義縣今朴子市。父親侯溪濱祖籍福建泉州府南安縣，曾為台籍日本兵，為日本海軍製造與維修飛機。後被徵召為國民革命軍軍人，曾參加第二次国共内战．退伍後從事販賣豬肉。侯友宜在家中四兄弟姊妹中排行第三；次兄為醫師。
侯友宜小時候運動包括打棒球，曾擔任國小的棒球隊捕手，就讀嘉義縣朴子市朴子國民小學和嘉義縣立東石國民中學，在臺灣省立嘉義高級中學畢業後，考取中央警官學校（後來的中央警察大學）刑事警察學系，擔任刑事局副局長任內曾在中央警察大學犯罪防治研究所進修、2005年取得博士學位。

## 從警生涯

### 刑事警察
1980年，任職臺北市政府警察局刑事警察大隊，歷任分隊長、偵查員、組長等職務，曾參與協力警方追捕梁國愷、王邦駒、張瑞東等多名犯罪人士，亦因協力參與多起刑事案件及媒體報導而知名。1985年，參與協力辦理林宗誠殺警奪槍案。1986年，負責警方偵訊劉煥榮。1988年，升任中山分局刑事組長。
1989年，鄭南榕被依叛亂罪傳訊，侯友宜帶隊到自由時代周刊雜誌社執行拘捕，鄭南榕以自備的三桶汽油桶自焚身亡，侯友宜也因此事件遭到批評。對此，侯友宜表示，當年是接到高檢署簽發的限期拘票，是奉各級長官命令辦事情，基層無法抗命。協同消防隊協助救人，事發後警消將鄭南榕女兒在內的12人救出，但也有多名警消因此嚴重燒傷，侯友宜對於鄭南榕的死，表示非常遺憾。
1990年，擔任臺北市政府警察局刑事警察大隊副隊長，參與偵辦新光吳東亮綁架案，指揮協力逮捕嫌犯胡關寶。1992年，參與協力追捕槍擊要犯陳新發，警方擊發約2千顆子彈，最後引發公寓爆炸，陳新發和黨羽陳根龍、張耀天一起燒死於屋內。1994年，擔任內政部警政署刑事警察局督導，參與協助調查發生於中國境內的千岛湖事件。1995年，擔任內政部警政署刑事警察局偵查隊隊長，後轉任臺北市政府警察局刑事警察大隊隊長。期間承辦富商黃春樹綁架撕票案，後因嫌疑人之一徐自强冤獄21年而被廣泛稱爲徐自强案。1996年參與偵辦宋七力一案，但遭監察院糾正為非法搜索，侯友宜強調尊重監察院糾正。
1997年，擔任臺北市刑警大隊隊長與臺北市警察局和0414專案小組共同協力辦理白曉燕命案，於臺北市龍江路、五常街與警方等單位圍捕林春生、陳進興和高天民，並於臺北市石牌路與警方圍捕高天民。在11月18日南非武官卓懋祺挾持事件中，經過媒體連續七個小時對陳進興電話連番轟炸後，侯友宜起初用陳進興妻子張素貞進去溝通，讓他願意釋放卓懋棋領養的七個月大的男嬰，其後陳進興指名要與民主進步黨籍立法委員謝長廷談判。謝長廷沒穿防彈衣進入官邸談判，承諾為陳進興妻子張素貞辯護，另在場的監察委員葉耀鵬亦當面接受陳進興夫婦陳情，成功安撫陳進興情緒，陳進興終於棄械投降，帶出卓懋棋的小女兒克莉絲汀，事件經過24小時後落幕。
1998年，升任內政部警政署刑事警察局副局長。
2001年，升為桃園縣政府警察局局長。
2003年，任刑事警察局局長。另因侯友宜認為中、南部地區出現重大暴力犯罪集團，或是有民意代表涉案時，地方警力有時難以突破，因此成立中部與南部打擊犯罪中心，由位處中央的刑事局派員南下支援，在台中市與高雄市分別成立刑事局中部與南部打擊犯罪中心，派遣數十名菁英警力進駐台中與高雄，為中部及南部打擊犯罪部隊注入強心針。2004年，參與調查總統陳水扁的三一九槍擊事件。2005年，參與協力警方偵辦林明樺犯罪等案件。
2003年至2005年擔任刑事局局長間，設立駐外警察聯絡官建築全球情報網，過去警察沒有派駐外國的編制，但考量犯罪國際化，台灣警方應主動到外國蒐集情報、跨國警方合作打擊犯罪。因此侯友宜積極向外交部爭取，希望能撥出外館名額，讓警方派遣刑事駐外聯絡官，擴大調查犯罪的情報網，2004年8月間，外交部同意在菲律宾等3國實施這項制度，並於2005年5月15日正式派遣駐外刑事聯絡官。2006年8月日本东京、马来西亚吉隆坡與印尼雅加达等3地，亦派遣駐外刑事聯絡官。

### 警政署長

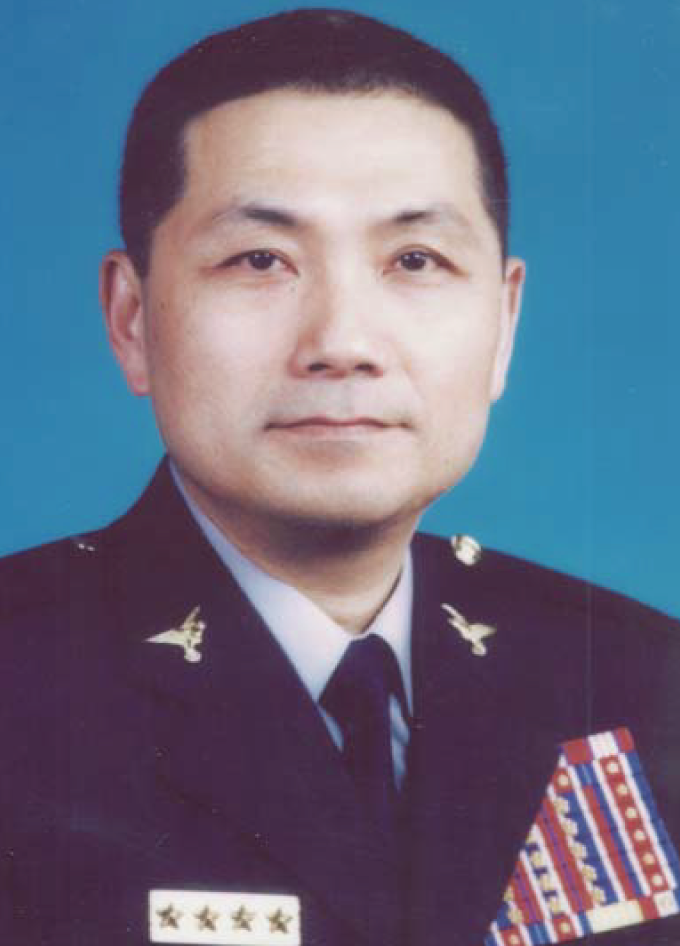
警政署署長時期肖像

2006年1月，獲總統陳水扁與行政院院長蘇貞昌拔擢升任警政署署長。2006年4月，成立科技犯罪防治中心。2006年8月，因應施明德發起百萬人民倒扁運動，啟動「祥和專案」展開監控。

### 轉任警大校長
2008年，馬英九政府執政，原臺北市政府警察局局長王卓鈞升任為警政署長，侯友宜轉任中央警察大學校長。

### 鄭南榕事件
20世紀八十年代鄭南榕在臺灣仍處於動員戡亂時期，人權及言論自由未受到充分保障之時，多次表態支持台灣獨立等不為當局所容的理念、創辦黨外刊物。被依涉嫌叛亂的罪名遭法院通緝逮捕。侯友宜時任中山分局刑事組長，帶隊攻堅自由時代雜誌社，而致鄭南榕自焚身亡。二十九年後侯在面對質問時，表示當時他擔任基層的刑事組長，接到高檢署簽發的限期拘票，「若抗命就是瀆職，警察能抗命嗎？」，當時也有找消防隊協助，最後雖將雜誌社內其他12人救出、但多名警消因此受傷，鄭南榕仍自焚而亡，「這是不成功的救援」。對此，侯友宜總結是他做了基層該做的事，對演變至自焚的局面感到相當遺憾，而鄭南榕遺孀葉菊蘭批評侯友宜是漢娜鄂蘭筆下「平庸的邪惡」，賴清德、蘇貞昌等多位政治人物，同樣在2018年左右的時候突然開始對侯友宜嚴厲批判。但也有評論認為，這是民進黨為選舉而操作議題，亞洲警察學會祕書長葉毓蘭便質疑，如果要究責，應該從當時的總統李登輝開始，先逐級追究當時下命令的人，而非現場執行任務的員警。此事一直帶有爭議，連帶引發促進轉型正義委員會（促轉會）爭議事件。2018年9月，有媒體掌握錄音檔，指出促轉會副主委張天欽在內部會議中自詡為「东厂」，點名侯友宜是轉型正義最惡劣的例子，並說「這個如果沒有操作，很可惜！」，不適當言論造成輿論譁然，並引發促轉會是否淪為鬥爭工具的爭論，最終導致副主委張天欽、主委黃煌雄為此醜聞相繼請辭。

## 出任新北市副市長
2010年，受新北市市長朱立倫之邀擔任副市長。後擔任新北市副市長七年多，故傳媒通稱為「侯副」，2015年10月19日，朱立倫受中國國民黨徵召，取代洪秀柱參與總統選舉，因而請假三個月，侯友宜代行新北市市長職務。2018年2月28日，侯友宜提出辭職參選新北市市長，朱立倫於3月6日任命原財政局局長呂衛青接任副市長。
2015年八仙樂園彩色派對火災後，壹電視節目《正晶限時批》曾公布一段錄音檔，當中新北市副市長侯友宜提到最近愛心捐款的熱度冷下來了，「熱度沒有了，這是不對的」、「今天是500個，不像高雄氣爆才40幾個」，遭到網友批評。對此，侯友宜表示，那是他先前和八仙氣爆的傷患家屬座談時，其中有一句話被網友曲解為他不關心高雄氣爆的受災者，完全不是他的本意，他只是向家屬說明兩場氣爆不同規模的受災人數。

## 新北市市長任內

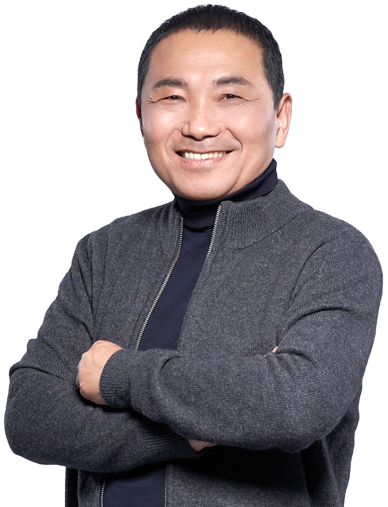
新北市政府官方網站肖像

2018年4月6日，侯友宜初選民調勝出，擊敗周錫瑋等人，正式代表國民黨參選新北市市長。11月24日，擊敗民主進步黨候選人蘇貞昌，當選新北市第三屆市長，除了在三重、蘆洲以些微差距落後以及傳統深綠的石碇、坪林及貢寮敗給蘇貞昌，其餘行政區的票數均大幅領先。2022年11月26日，擊敗民進黨候選人林佳龍順利連任。

### 反深澳電廠影片
2018年10月19日，侯友宜競選市長期間公布反深澳發電廠影片中出現之發電廠煙囪冒黑煙片段，被台灣電力公司批評造假。民進黨立委王定宇表示該影片，內容來自以色列阿什杜德海灣漏油畫面、加拿大不列颠哥伦比亚省輪船漏油畫面、以及俄罗斯的馬格尼托哥爾斯克鋼鐵中心。侯友宜表示影片是示意圖，因為諸多研究都呈現出燃煤電廠所造成的空汙問題，希望藉由影像的方式強調若真的興建深澳電廠，會破壞整個大自然及人體健康；侯辦也表示經濟部離岸風電宣傳影片，也是用國外風力發電機組作為示意畫面，難道也是執政黨在騙選民嗎？  另侯友宜也呼籲，PM2.5的傷害不容忽視，若執政黨真的顧慮民眾健康安全，應該理解影片意義、跟民眾站在一起，共同反深澳電廠才對。

### 嚴重特殊傳染性肺炎疫情
2021年5月12日，新北市長侯友宜喊出「該封城就得封城」。讓民眾認為新北要封城，大量搶購物資。也引發台北市長柯文哲及民進黨籍議員何博文、李坤城等人質疑是「製造恐慌」。13日，侯友宜發表「封城是要由中央來下令，地方各縣市一起配合」。15日，侯友宜上午到供應北北基的物流中心視察，侯友宜籲請民眾不要恐慌，把防疫做好，保護自己也保護別人，保證所有民生用品一定足夠，請大家安心不要搶購。15日上午行政院宣布雙北升級為第三級防疫警戒，許多賣場超市人潮塞爆，貨架則空蕩蕩。下午一點新北市長侯友宜緊急召開應變會議，會後對外說明現在最新的因應做法，更呼籲指揮中心應該把周邊的基隆、宜蘭和桃園一起提升到三級警戒。

### 幼兒園餵藥案
2023年2月至4月間，新北市私立寶仁幼兒園出現教師疑似餵食兒童三級毒品巴比妥及四級毒品苯二氮平類之案件，引致侯友宜市府備受批評。在事件發生後一週後，家長才接到新北市政府教育局的電話、幼兒園的信，但完全沒有回應家長的疑問。事後該園兒童毛髮檢驗均未檢出毒物成分，隨後因證據不足，相關人士均不起訴處分。數月後，臺灣高等檢察署認為新北地檢署有調查不完備之處，將該案發回新北地檢署續查。

## 參選總統

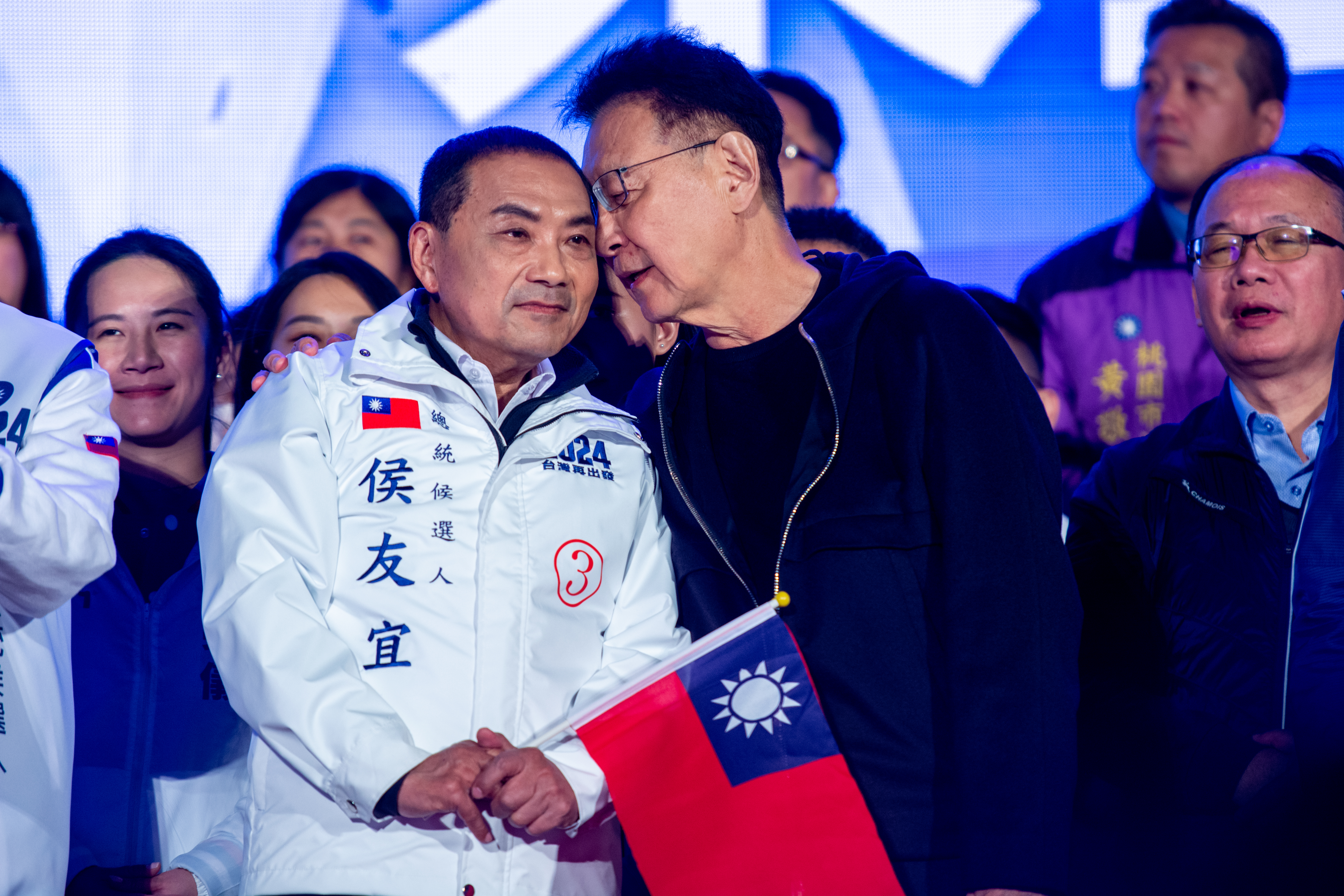
侯友宜與趙少康搭檔參選第十六任正副總統選舉

2023年5月17日，中國國民黨主席朱立倫宣布徵召新北市市長侯友宜參選2024年中華民國總統選舉。5月22日，侯友宜表態反對台獨、反對一国两制，但針對是否支持九二共識並沒有正面答覆，到了7月表示支持「合乎中華民國憲法的九二共識」。6月27日，侯友宜公布競選辦公室人事，由前國安會秘書長金溥聰出任競選辦公室執行長。 侯友宜於9月23日開始請假投入總統選舉，請假期間市長職務由副市長劉和然代理。
11月24日，侯友宜宣布其副手是時任中國廣播公司董事長兼總經理、前立法委員趙少康，但在隔年的總統選舉中未能勝選。

## 個人生活
侯友宜與妻子任美鈴育有三女一子。1992年5月15日，侯友宜的兒子在健康幼稚園火燒車事件中喪生。侯友宜是藝人納豆（林郁智）表舅。
侯友宜出訪中國大陸時，說自己是道地的「上海女婿」，還分享從上海籍的岳父身上「耳濡目染」不少，但網友質疑侯友宜岳父在1980年已過世下葬，侯友宜和妻子任美鈴是1982年才認識，不可能見過岳父，後侯友宜改口說「見過1次面，與岳父不熟。」

## 爭議事件

### 富商黃春樹綁架撕票案（徐自强案）邢求爭議
1995年，侯友宜擔任臺北刑事警察大隊隊長並承辦此案，後來在采訪中親口承認在偵破此案初期，曾對嫌犯説過：“我舉商人黃春樹被綁架撕票案，打公用電話嫌犯被逮捕後，先說屍體埋在大園，我直覺他說謊，跟他說你不說實話就走著瞧，後來吐實，帶我們到汐止挖出來，很慘，殺了好幾刀，澆汽油燒了之後再埋起來。”但是在針對自己本身有無涉及刑求時卻解釋自己當時只支援辦案，未負責偵訊。黃春棋和陳憶隆皆有筆錄涉及控訴遭遇邢求，黃春棋還有看守所驗傷記錄佐證，但是因爲當年時代背景，這個案子最後通聯記錄、偵訊錄音錄影、作案車輛的指紋記錄都消失，於是成爲爭議。而針對其二人的刑求也在很大程度上導致了徐自强冤獄20餘年的悲劇。

### 文化大學宿舍

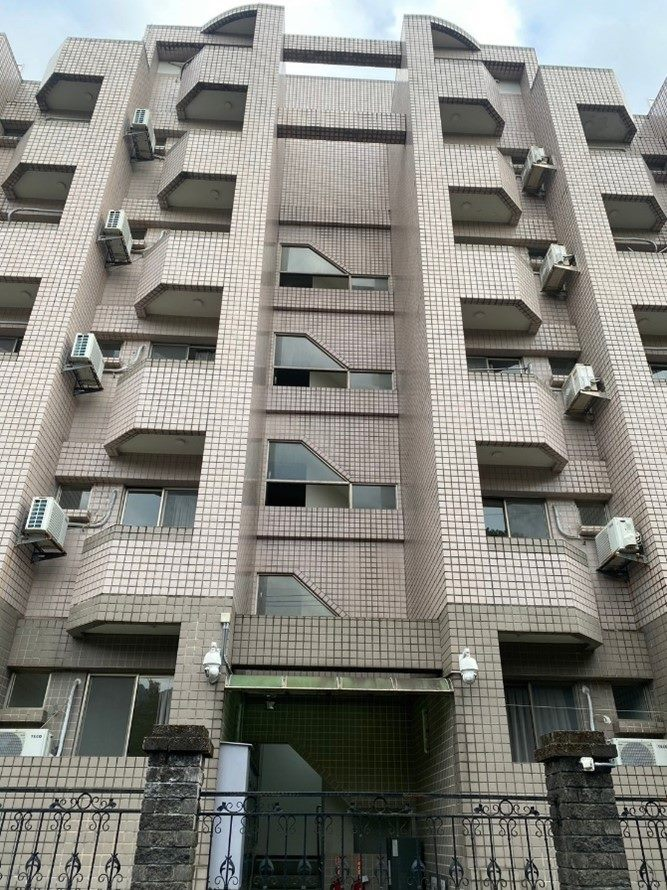
凱旋苑，舊名大群館，為侯友宜家族持有的集合住宅

2018年，競選新北市長過程中爆出中國文化大學宿舍出租爭議，此案涉及文化大學是否違反台北市土地使用管制規定而將位於住二特使用分區之建物作為學生宿舍使用，文化大學嚴正抗議不實指控。台北市政府都市發展局局長林洲民說「都發局102年的公文也未提及該處可當成住宿住宅」，並未認定可以當作宿舍住宅使用，後續處理仍在研議。然而有家長代表認為，台北市政府的回答並無解決學生的問題，為什麼大群館違法，今年選舉前才提出來，希望北市府不要犧牲學生住宿權益。由於此爭議涉及侯友宜家族市價新臺幣5億元的房地產，遭質疑利用99張門牌避稅，侯友宜回應此事一切合法。
2024年總統大選期間，侯友宜持有土地問題再度被提及且延燒，其中民進黨立委林楚茵、吳思瑤等人分別以線上記者會、臉書貼文及廣告看板的型式，指控侯坑殺學生。最後侯辦稱目前凱旋苑上空屋將資助清寒學生，待2026年6月租約到期後，整棟大樓將改為青年房舍或社會住宅。
侯以違反《總統副總統選舉罷免法》及誹謗罪為由，對提出指控的8名民進黨員提起告訴。2025年5月，臺北地檢署表示，「凱旋苑」確實位於侯友宜配偶任美鈴的又昱公司名下，建造時就有99戶門牌，租金確實每年調漲5%，營業稅由中國文化大學負擔，被告的質疑並非憑空杜撰，相關內容均屬可受公評事項的合理範圍，因此給予被告予不起訴處分。

### 警大聲明爭議
2022年9月23日，時任民進黨新北市長候選人林佳龍在節目中談及侯友宜博士學位問題。為此，侯友宜辦公室拿出「警大聲明」強調一切合乎規定，豈料，卻遭中央警察大學校長陳檡文否認，晚間發新聞稿強調，是公關室承辦人未經審核發布文字，將依規定議處。
30日媒體報導內幕指，警大公關室23日上呈文字聲明簽呈，警大高層也開會討論，會中多數人認為，希望公開聲明以平息爭議，讓校園回歸平靜，但遭校長陳檡文拒絕，一度引發爭執，最後才妥協為「有媒體問再給回應」。國民黨籍新北市議員葉元之也曝光公關室「已簽上去」對話截圖。

## 選舉紀錄
| 年度 | 選舉屆數                 | 選舉區                   | 所屬政黨   | 得票數    | 得票率 | 當選標記 | 備註    |
| ---- | ------------------------ | ------------------------ | ---------- | --------- | ------ | -------- | ------- |
| 2018 | 第三屆新北市市長選舉     | 新北市                   | 中國國民黨 | 1,165,130 | 57.15% |          | [ 131 ] |
| 2022 | 第四屆新北市市長選舉     | 新北市                   | 中國國民黨 | 1,152,555 | 62.42% | [ 132 ]  |         |
| 2024 | 第十六任總統、副總統選舉 | 第十六任總統、副總統選舉 | 中國國民黨 | 4,671,021 | 33.49% |          |         |

## 影視形象
| 年份   | 作品       | 演員   |
| ------ | ---------- | ------ |
| 2023年 | 周處除三害 | 李李仁 |

## 外部連結
- 侯友宜的Facebook專頁 （页面存档备份，存于）
- 侯友宜的Instagram帳戶
- 侯友宜的Threads
- YouTube上的侯友宜頻道

| 中華民國政府職務 | 中華民國政府職務                                        | 中華民國政府職務 |
| ---------------- | ------------------------------------------------------- | ---------------- |
| 新北市政府       |                                                         |                  |
| 前任： 朱立倫    | 新北市市長 第三、四屆 2018年12月25日－                  | 現任             |
| 行政院           |                                                         |                  |
| 前任： 謝銀黨    | 內政部警政署署長 第十三任 2006年3月－2008年6月20日      | 繼任： 王卓鈞    |
| 教育職務         |                                                         |                  |
| 中央警察大學     |                                                         |                  |
| 前任： 謝銀黨    | 中央警察大學校長 第十三任 2008年6月20日－2010年12月25日 | 繼任： 謝秀能    |